# Лучевой нерв
Лучевой нерв (лат. nervus radialis) — нерв человеческого тела, снабжающий заднюю часть верхней конечности. Он иннервирует медиальную и латеральную головки трёхглавой мышцы плеча, а также все 12 мышц заднего отдела предплечья и связанные с ними суставы и кожу.
Она берет начало от плечевого нервного сплетения, проводя волокна от задних корешков спинномозговых нервов C5, C6, C7, C8 и T1.
Лучевой нерв и его ветви обеспечивают двигательную иннервацию трёхглавой мышцы плеча и разгибателя запястья, а также кожную сенсорную иннервацию большей части тыльной поверхности кисти, за исключением тыльной поверхности мизинца и прилегающей половины безымянного пальца (они иннервируются локтевым нервом).
Лучевой нерв делится на глубокую ветвь, которая переходит в задний межкостный нерв, и поверхностную ветвь, которая иннервирует дорсум тыл кисти.

## Строение
Лучевой нерв берёт начало как конечная ветвь заднего корешка плечевого сплетения. Он проходит через плечо, сначала в заднем отделе руки, затем в переднем отделе руки, и продолжается в заднем отделе предплечья.

### Плечо
Лучевой нерв берёт начало от задних корешков нервов C5—C8 и Т1 плечевого сплетения. От плечевого сплетения он проходит позади третьей части подмышечной артерии. На руке она проходит позади плечевой артерии, затем входит в нижнее треугольное пространство и достигает лучевой борозды задней поверхности плечевой кости. Она движется вниз вместе с глубокой артерией плеча, между латеральной и медиальной головками трёхглавой мышцы плеча, пока не достигнет латеральной стороны руки на 5 см ниже дельтовидной бугристости, где пронзает латеральную межмышечную перегородку и попадает в передний отдел руки. Затем он спускается вниз и пересекает латеральный надмыщелок плечевой кости, где нерв заканчивается, разветвляясь на поверхностную и глубокую ветви, которые продолжаются в локтевой ямке и затем в предплечье.
Лучевой нерв снабжает длинную головку, медиальную головку и латеральную головку трёхглавой мышцы плеча до и во время своего прохождения в лучевой борозде. После выхода из лучевой борозды он снабжает плечевую мышцу, плечелучевую мышцу и длинный лучевой разгибатель запястья.
Выше лучевой борозды лучевой нерв снабжает кожу на тыльной стороне руки. В лучевой борозде он переходит в нижний латеральный кожный нерв руки и задний кожный нерв предплечья. Лучевой нерв также снабжает локтевой сустав.

### Предплечье и кисть
В предплечье она делится на поверхностную (преимущественно сенсорную) и глубокую (преимущественно двигательную) ветви.
Поверхностная ветвь лучевого нерва широко отделяется от лучевой артерии в верхней трети предплечья, тесно связана с лучевой артерией в средней трети предплечья, а в нижней трети спускается в предплечье под сухожилием плечелучевой мышцы. Пересекает плечевую артерию, входит в заднюю часть предплечья у тыла запястья и иннервирует тыльную поверхность кисти. Он обеспечивает сенсорное питание тыльной стороны кисти, тыльной стороны большого, указательного, среднего и боковой стороны безымянного пальцев.
Глубокая ветвь лучевого нерва пронизывает супинатор, огибает лучевую кость под супинатором и достигает задней поверхности предплечья, где снова пронизывает супинатор и после этого называется задним межкостным нервом. Он пронизывает задние мышцы-разгибатели и ложится между поверхностными и глубокими мышцами тыла предплечья. У нижней границы короткого разгибателя большого пальца кисти он проходит глубоко к длинному разгибателю большого пальца кисти, а затем идёт по задней межкостной мембране. Далее она движется вместе с задней межкостной артерией и заканчивается в виде псевдоганглия под разгибателем руки, снабжая запястье и межзапястные суставы.